# Fazekastarnó

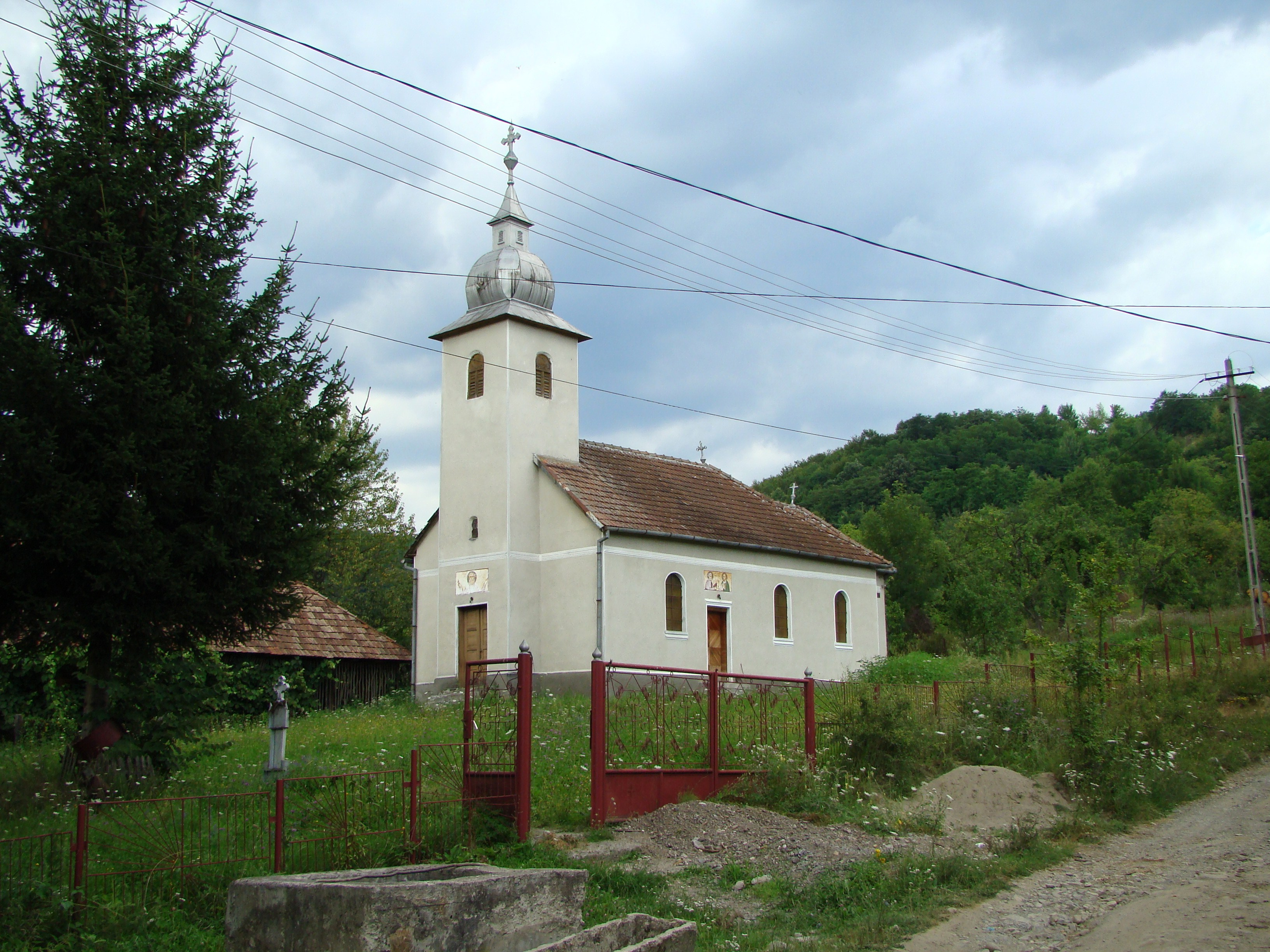
Fazekastarnó görögkeleti ortodox temploma

Fazekastarnó (Târnăvița) település Romániában, a Partiumban, Arad megyében.

## Fekvése
Nagyhalmágytól délkeletre fekvő település.

## Története
Fazekastarnó, Ternavicza nevét 1760–1762 között említette először oklevél Ternávitza néven. 1808-ban Ternavicza, Tirnavicza, 1888-ban Tirnovicza, 1913-ban Fazekastarnó néven írták.
1910-ben 292 görögkeleti ortodox román lakosa volt. A trianoni békeszerződés előtt Arad vármegye Nagyhalmágyi járásához tartozott. A község lakosainak - mint neve is mutatja - fő foglalkozása a fazekasság.